# A Modern Oliver Twist
A Modern Oliver Twist è un cortometraggio muto del 1906 diretto da James Stuart Blackton.
Liberamente ispirato alle vicende del celebre romanzo di Charles Dickens, ne attualizzava la trama dall'Inghilterra dell'Ottocento all'America del primo Novecento, mostrando la vita di "un moderno Oliver Twist".

## Produzione
Il film fu prodotto nel 1906 dalla Vitagraph Company of America.

## Distribuzione
Distribuito dalla Vitagraph Company of America, il film - un cortometraggio di circa nove minuti - uscì nelle sale statunitensi il 3 marzo 1906.